# 楊佐義
庫克漢姆的楊格男爵喬治·塞繆爾·納奇布爾·楊格，Bt，CH，PC（英語：George Samuel Knatchbull Young, Baron Young of Cookham，1941年7月16日—），1960年至2015年稱為喬治·楊格爵士，第六代從男爵（Sir George Young, 6th Baronet），香港譯作楊佐義爵士，英國保守黨政治家，1995年至1997年任運輸大臣，2010年至2012年任下議院領袖兼掌璽大臣。2012年起任下院政府黨鞭長兼財政部政務次官。
楊格早年受教於伊頓公學和牛津大學基督堂學院，1960年世襲從男爵爵位，1974年代表保守黨當選下議院議員，最初代表艾克頓選區、1983年起轉為代表伊令艾克頓選區、1997年至今代表漢普郡西北選區。
楊格在1990年出任內府主計長、1994年至1995年入馬卓安內閣任財政部財政司、以及在1995年至1997年任運輸大臣。保守黨政府在1997年垮台後，楊格出任過一些在野黨職務，當中包括在1997年至1998年任影子國防大臣、以及在1998年至2000年任影子下議院領袖，此後退出前線。
楊格在2009年重返前線，出任影子下議院領袖，保守黨在2010年重新執政後，他加入大衛·卡麥隆內閣出任下議院領袖兼掌璽大臣，2012年10月19日起改任下院政府黨鞭長兼財政部政務次官。